# 沙基艾
沙基艾是立陶宛馬里揚泊列縣沙基艾區的城镇，位於考那斯以西65公里，毗鄰與俄羅斯接壤的邊境，面積48平方公里，海拔高度78米，2020年人口4,998人。

## 友好城市
- 波蘭戈乌达普